# Horace Pitt-Rivers (3e baron Rivers)
Pour les articles homonymes, voir Pitt-Rivers.
William Horace Pitt-Rivers, 3e baron Rivers (2 décembre 1777-23 janvier 1831), connu sous le nom de Horace Beckford jusqu'en 1828, est un noble et un joueur britannique.

## Biographie
Il est le fils de Peter Beckford de Steepleton Iwerne et de Louisa Pitt. Il épouse Frances Rigby le 9 février 1808, dans la maison de son père, le lieutenant-colonel Francis Hale Rigby, dans Upper Grosvenor Street, Londres. Ils ont quatre enfants:
- George Pitt-Rivers (4e baron Rivers) (1810–1866)
- Horace Pitt-Rivers (6e baron Rivers) (1814–1880)
- Fanny Pitt (décédée le 1er février 1836), épouse Frederick William Cox le 24 juillet 1834
- Harriet Elizabeth Pitt (1816 - 18 juillet 1876), demoiselle d'honneur de la reine Victoria, mariée le 18 septembre 1841 Charles Dashwood Bruce (1802–1878), sans descendance

Il hérite des domaines de son père en 1811. En tant qu'Horace Beckford, il est un joueur notoire et un membre de Crockford pendant la Régence anglaise. Sa manie pour le jeu élevé est si prononcée que lorsque son oncle maternel, George Pitt (2e baron Rivers) est décédé le 20 juillet 1828, il ne laisse à Beckford (qui lui succède au titre par un reste spécial) que 4000 £ par an directement, laissant le gros de sa succession, d'une valeur de 40 000 £ par an, entre les mains des fiduciaires du fils aîné d'Horace, George. Le 20 novembre, Horace prend le nom de Pitt-Rivers pour lui-même et ses héritiers. C'est un conservateur en politique .
Son filleul et parent, Sir Horace Rumbold, raconte qu'il a laissé un pacte avec un ami proche en s'engageant à ne plus jouer aux cartes ou aux dés et l'a maintenu pendant quelques années. Cependant, en janvier 1831, il est persuadé par des amis de jouer à nouveau et perd une petite somme d'argent. Désespérant de contrôler sa dépendance, il se noye dans La Serpentine le 23 janvier 1831 . Les rapports contemporains, en revanche, suggéraient que ses pertes lors de sa dernière partie avaient été importantes. Sa veuve est décédée le 6 septembre 1860 à Rushmore Lodge, à Cranborne Chase, Dorset.